# Organik
Organik är ett musikalbum av Robert Miles, utgivet den 11 juni 2001.

## Låtar på albumet
Alla låtar skrivna av Roberto Concina (Robert Miles) om inget annat anges.
1. TSBOL (3:42)
2. Separation (4:30)
3. Paths (3:58) (Concina, Nina Miranda, Marc Brown, Chris Franck)
4. Wrong (5:24)
5. It's All Coming Back (4:08)
6. Pour Te Parler (4:19)
7. Trance Shapes (3:53)
8. Connections (4:55)
9. Release Me (7:46)
10. Improvisations Part 1 (7:04)
11. Improvisations Part 2 (5:51)
12. Endless (8:00)